# Michel Clement

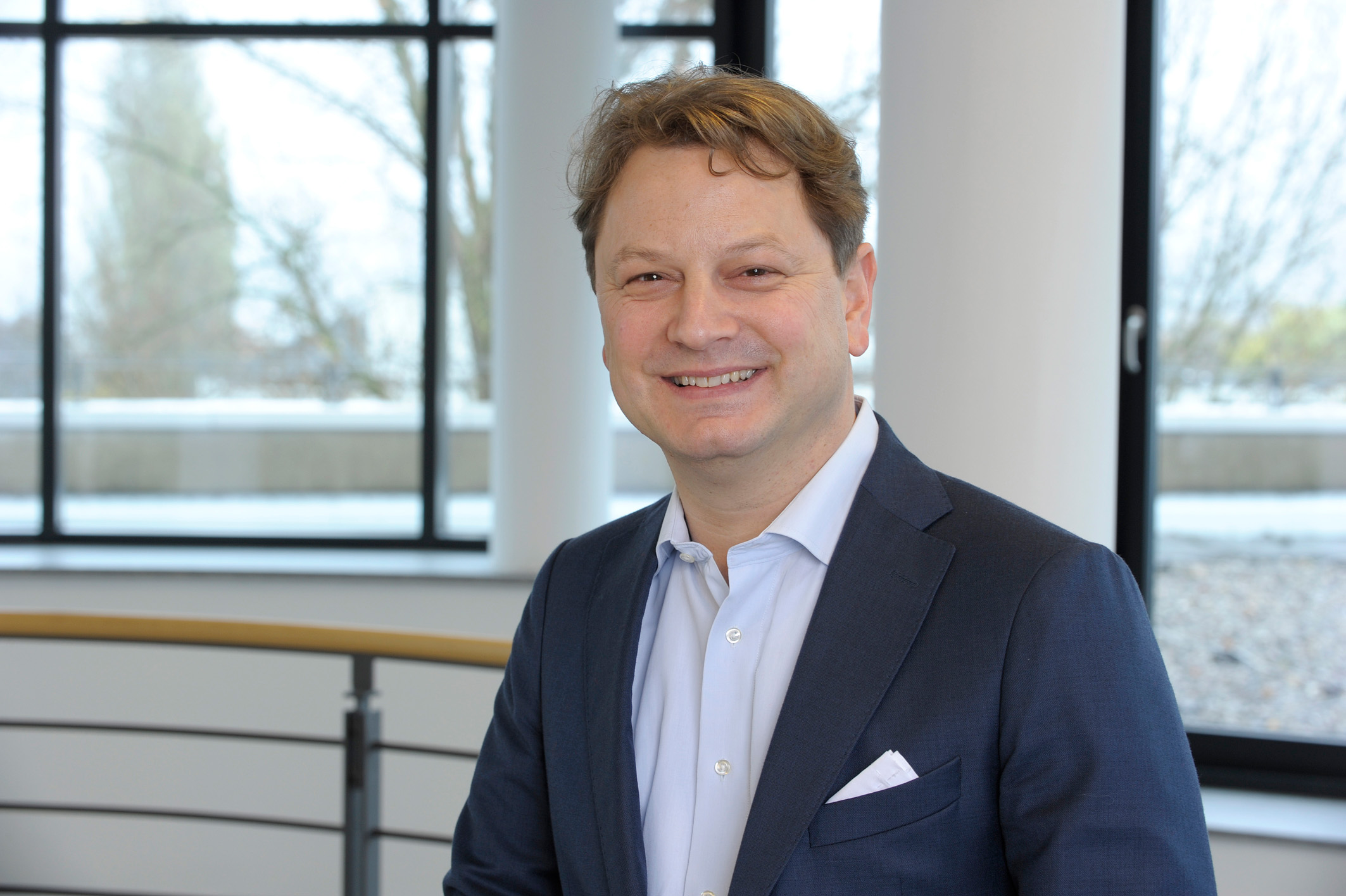
Michel Clement

Michel Clement (* 19. Juni 1971 in Kiel) ist ein niederländischer Ökonom und Professor für Betriebswirtschaftslehre (BWL), insbesondere Marketing und Medienmanagement an der Fakultät Wirtschafts- und Sozialwissenschaften der Universität Hamburg.

## Leben
Von 1977 bis 1990 besuchte Michel Clement verschiedene Schulen in Norddeutschland.
BWL-Studium und Promotion bei Sönke Albers absolvierte er an der Christian-Albrechts-Universität zu Kiel (CAU). Von 1999 bis 2002 war er in verschiedenen Managementpositionen in der Bertelsmanngruppe tätig, u. a. war er Mitbegründer von Snoopstar. 2002 bis 2005 fertigte er an der CAU seine Habilitation und war im Wintersemester 2005/2006 Inhaber einer W3-Professur für Marketing und Dienstleistungen an der Universität Passau.
Seit dem Jahr 2006 ist Michel Clement Inhaber des Lehrstuhls für Marketing und Medienmanagement am Institut für Marketing und Medien der Universität Hamburg.
Er übernimmt regelmäßig Gastprofessuren an der Pennsylvania State University (PSU) in den Vereinigten Staaten (USA) und an der Jönköping International Business School in Schweden.

## Forschungsschwerpunkte

### Forschungsschwerpunkte
Michel Clement und sein Lehrstuhlteam forschen in Kooperation mit den Kollegen des Instituts für Marketing und Medien, dem DRK Blutspendedienst Nord / Ost sowie mehreren nationalen und internationalen Kollegen. Die Forschungsschwerpunkte sind Marketing für internationale Entertainment-Produkte (Spielfilme, Musik, Bücher und Spiele), Innovative Medientechnologien und Geschäftsmodelle für digitale Produkte und Dienstleistungen (Social Networks, Peer-to-Peer-Netzwerke, Interaktives TV), Kundenmanagement bei Innovationen, Blutspendermarketing sowie Management in China. Er ist Direktoriumsmitglied des Research Center for Media and Communication.

### Forschungsschwerpunkte in der Kooperation
Zu Michel Clements Forschungsschwerpunkten in der Kooperation zählen die Motive von Blutspendern, die Blutspenderrückstellung, die sog. Crowding-out-Effekte, die Community und die Blutspende als solche.

## Schriften (Auswahl)
- Interaktives Fernsehen. Analyse und Prognose seiner Nutzung. Mit einem Geleitwort von Sönke Albers (= Betriebswirtschaftslehre für Technologie und Innovation. DUV. Wirtschaftswissenschaft. Band 34). Deutscher Universitäts-Verlag, Wiesbaden 2000, ISBN 3-8244-0509-1 (Zugleich: Universität Kiel, Dissertation, 1999).
- Michel Clement (Hrsg.): Ökonomie der Musikindustrie (= Gabler Edition Wissenschaft). 2. Auflage. Gabler, Wiesbaden 2008, ISBN 978-3-8350-0685-0.
- Michel Clement (Hrsg.): Ökonomie der Buchindustrie. Herausforderungen in der Buchbranche erfolgreich managen. 1. Auflage. Gabler, Wiesbaden 2009, ISBN 978-3-8349-1172-8.